# 空気動力学径
空気動力学径（くうきどうりきがくけい、英: aerodynamic diameter）とは空気などの粘性をもつ流体中にある、粉粒体の粒子の大きさ（粒径）を表す量の一つである。不規則な形をした粒子の直径を測ることは一般には難しいため、その粒子と終末沈降速度が等しい密度 1 g/cm3 の球の直径を空気動力学径とよび、粒子の大きさとして代用する。つまり、空気動力学径とは対象とする粒子と空気中で同じ挙動を示す仮想的な水滴の直径である。

## 数式
空気動力学径dae は次式で表される。
{\displaystyle d_{ae}={\sqrt {{\frac {6}{\pi }}{\frac {\rho _{p}}{\rho _{0}}}{\frac {\alpha _{e}}{K_{R}}}}}d_{e}}
ただし
- ρp ：粒子の密度
- ρ0 = 1 g/cm3
- αe ：体積形状係数、粒子の体積 / (粒子の大きさ)3
- KR ：抵抗形状係数、球形粒子を基準とした流体抗力の大きさの比
- de ：粒子の大きさ

### 導出
密度ρ0 の球形粒子に対しては、ストークスの式より直径d と終端速度v およびそのときの抗力F （重力とつりあう）の大きさには次の関係がある。
{\displaystyle {\begin{aligned}&v={\frac {\rho _{0}d^{2}g}{18\mu }},\\&F=3\pi \mu dv={\frac {\pi }{6}}\rho _{0}d^{3}g\end{aligned}}}
一方、密度ρp 、体積Ve の一般の形状の粒子に対して、適当な方法で大きさde を定め、体積形状係数αe を
{\displaystyle \alpha _{e}=V_{e}/d_{e}^{3}}
と定める。この粒子が同じ終端速度v で動くときの流体抗力をFe とし、抵抗形状係数KR を
{\displaystyle F_{e}=K_{R}\cdot 3\pi \mu d_{e}v=K_{R}{\frac {\pi }{6}}\rho _{0}d_{e}d^{2}g}
から定める。粒子にはたらく重力
{\displaystyle F_{ge}=\rho _{p}(\alpha _{e}d_{e}^{3})g}
と抗力Fe がつりあうから
{\displaystyle K_{R}{\frac {\pi }{6}}\rho _{0}d_{e}d^{2}g=\rho _{p}(\alpha _{e}d_{e}^{3})g}
が成り立ち、これをd について解くことで与式が得られる。

## ストークス径
基準密度ρ0 に粒子の密度ρp を用いたもの、すなわち水滴の代わりに粒子の元々の密度をもつ球形粒子を考えたものをストークス径と言う。
{\displaystyle d_{\mathrm {Stokes} }={\sqrt {{\frac {6}{\pi }}{\frac {\alpha _{e}}{K_{R}}}}}d_{e}}

## 例
単粒子径d1 の粒子の凝集体については、その個数をn とすると、
{\displaystyle d_{ae}={\begin{cases}0.901\left({\frac {\rho _{p}}{\rho _{0}}}\right)^{\frac {1}{2}}n^{\frac {1}{3}}d_{1}&(n\leq 8)\\1.07\left({\frac {\rho _{p}}{\rho _{0}}}\right)^{\frac {1}{2}}n^{\frac {1}{6}}d_{1}&(9\leq n\leq 23)\end{cases}}}
針状のアスベストについては
{\displaystyle d_{ae}=2.19d\left({\frac {l}{d}}\right)^{\alpha }}
- d ：直径
- l ：長さ
- α：0.116から0.171の値

という実験式がある。